# Artie Lange
Artie Lange (ur. 11 października 1967 w Livingston) – amerykański aktor, komik, stand-uper i podkaster.

## Życiorys
Pochodzi z rodziny robotniczej pochodzącej z Włoch. Karierę stand-uperską rozpoczął w lipcu 1987 roku. Należał do obsady programu radiowego The Howard Stern Show, zostając jej członkiem w 2001 roku.
W sierpniu 2017 roku wspólnie z Anthonym Cumią rozpoczął prowadzenie programu The Artie and Anthony Show, którego emisja zakończyła się w maju następnego roku.

## Wybrana filmografia
- Na wylocie[6]
- Elf (2003)[1]
- Old School: Niezaliczona (2003)[1]
- Artie Lange's Beer League (2006)[1]

## Książki
- Too Fat To Fish (2008)[1]
- "Crash and Burn (2013)[7]

## Konflikty z prawem
W 2017 roku został aresztowany pod zarzutem posiadania narkotyków na terenie swojej posesji. Został skazany na karę pozbawienia wolności w zawieszeniu na okres 4 lat, jednak w 2018 roku w jego ciele wykryto obecność narkotyków. W związku z tym odbywał wyrok w zakładzie karnym, jednak Lange został skierowany na leczenie uzależnienia od narkotyków.

## Życie prywatne
Dwukrotnie próbował popełnić samobójstwo: w listopadzie 1995 i w styczniu 2010 roku.